# Sailor Moon: La Luna Splende
Sailor Moon: La Luna Splende (Español: Sailor Moon: la luna brilla) es un videojuego lanzado para Nintendo DS por Namco Bandai el 16 de marzo de 2011 solo para el mercado italiano. El título está inspirado en la serie de anime Sailor Moon, y aunque el título del juego se refiere a la segunda serie del anime, la trama y los personajes se refieren a la primera serie.